# Α-LIFE
『α-LIFE』（エーライフ）は、FM PORTで2008年7月2日から2019年4月25日まで放送されていたラジオ番組。番組終了時点では「RADIO MANIART」枠の一部となっていたが、下記に記載している通りに場合によっては枠から離脱しているため、当ページでは別として扱う。

## 概要
2008年から放送されているアニソン・特撮ソングなどのサブカルチャー楽曲に限定したノンストップミックス番組。FMで放送されているサブカルチャー系ノンストップミックス番組としては10年9ヶ月という最長寿番組であった。
FM PORTの番組の中ではCMが入らない番組の1つであり、スポンサーが居ない場合は番組終了の22時58分40秒までCMは一切入らないのが特徴であった。
基本的に楽曲の年代は問わずにリクエストとスタッフの個人的な選曲の組み合わせで放送されており、下記に記載している番組イメージキャラクターが存在した頃にはリクエストが採用されたリスナーに抽選で番組のステッカーがプレゼントしていた。
不定期でゲストが登場することもあり、ゲストはコメントでの出演か事前に録音した音源にボイスチェンジャーで声を変えたスタッフが会話するパターンがある。
理由は不明だが、NBCユニバーサル・エンターテイメントジャパン・フライングドッグのレーベルに所属するアーティストが中心であり、それ以外のレーベルのアーティストの登場はほぼない他、フライングドッグから販売される曲に関しては最短で1か月前に放送で解禁することがある。
また2代目スタッフ時代は、普通のFM番組では流れる事の無いアダルトゲームの主題歌などが流れる事も多く、リスナーから支持を得ていた。特にNANAの楽曲は、同じ「RADIO MANIART」で放送されている『あなたと星空の下で』を担当する石田燿子との関係もあり、一時期は流れる機会が多かった。
2008年7月2日の放送開始以降、数回に及ぶ放送時間の変更があり、かつては単体であったが、現在は「RADIO MANIART」の一部となっており、タイムテーブルなどでは「RADIO MANIART(THU.) α-LIFE」と記載されているが、かつて行われていた再放送では単に「α-LIFE」と記載されていた。
2009年7月に時間移動を行ってからは「RADIO MANIART」の一部になったため、「壷オープニング」と言われる約1分間の番組共通のオープニングが流れてから番組のオープニングが流れるように変更となり、それ以降「壷オープニング」は長年使われてきたが、2015年度から新たに「卵オープニング」と呼ばれるオープニングにリニューアルし、曜日毎に徐々に変更となり、当番組は2015年6月放送分から変更となった他、それと同時に番組自体のオープニングもリニューアルされた。
スポンサー時代の宣伝コーナー・ゲストへのインタビュー・エンディングのナレーションなどは、スタッフがボイスチェンジャーで声を変えたものが流れている。
2014年2月までエンディングのナレーションは毎回最後の曲の上で流していたが、3月以降から一部の回を除いて毎回、『Angel Beats!』のサウンドトラックに収録されている「girl's hop」をBGMにナレーションを流している。番組の実況掲示板で特定されるまでは「謎BGM」と呼ばれていたが、特定後からは「謎じゃなくなった謎BGM」と呼ばれている。
何度か番組スタッフが交代しており、今まで初代が2008年7月から2010年9月まで、2代目が2010年10月から2015年1月まで、3代目が2015年2月からと3度交代を行っている。
2019年4月25日を以って終了。同時間帯の後継番組は、東京秋葉原のメイド喫茶「@ほぉ〜むカフェ」のメンバーが担当する「メイドが私服にきがえたら」を2020年6月のFM PORT閉局まで放送していた。

## 番組イメージキャラクター
登場時期は不明であるが、2017年10月まで「えり」という番組のイメージキャラクターが存在した。
FM PORTのホームページ上ではパーソナリティとして扱われていたが、番組に登場することは最後まで一度も無く、番組ページの番組に一言が掲載されるのみに留まっていた。
唯一存在するイラストでは髪は茶髪のショートヘア、服は白い服にキャミソール、足はニーソックスにフォーマルシューズという姿で、手にはラジオを持っている姿が描かれており、リニューアル前の番組ページ・番組ステッカー等で確認することが出来た。

## 放送時間
過去
- 2008年7月 - 9月
  - 本放送：毎週水曜日 23:00 - 24:00

- 2008年10月 - 2009年6月
  - 本放送：毎週木曜日 23:00 - 24:00

- 2009年7月 - 2014年3月
  - 本放送：毎週木曜日 22:00 - 23:00
  - 再放送：毎週日曜日 20:00 - 21:00

- 2014年4月 - 2016年4月
  - 本放送：毎週木曜日 22:00 - 23:00
  - 再放送：毎週金曜日 24:00 - 25:00

- 2016年5月 - 2019年4月
  - 本放送：毎週木曜日 22:00 - 23:00

## スポンサー
- らしんばん（2009年7月 - 2014年3月）
- すのこタン。（2012年1月 - 2013年1月）
- メロンブックス（2009年7月 - 2011年12月）